# 长林公主
长林公主（?—?），唐朝公主，是中国唐朝第八代皇帝唐代宗李豫之女。
她的生母不详，生年不详。父亲唐代宗在779年逝世，而她可能因年幼未册为公主。贞元二年（786年）三月，册封公主的时候，她哥哥唐德宗不御正殿，不设乐。同年出嫁卫尉少卿沈明（或作沈羽）时，厌翟车残破，最后改乘金根车。沈明是德宗生母睿真皇后的亲戚。元和年间（806年—820年），长林公主去世。女儿沈素嫁给了郭暧和升平公主之子郭钊。